# Caravelão
O caravelão é um navio que não tinha mais de 40 ou 50 tonéis, segundo o Livro Náutico (cód. 2257 da Biblioteca Nacional, Lisboa), onde aparece a menção de "Hum caravelão pª recados". Devia ser em tudo semelhante à caravela, arvorando dois mastros, geralmente, e neste caso particular, a fonte citada indica que iria artilhado com dois falcões e quatro berços (ambas peças de artilharia de pequeno calibre), com uma tripulação de 25 pessoas.
Cumpria as tarefas auxiliares nas armadas de: aguadas, abastecimentos, explorações e navio-correio.
A necessidade de marcar terminológicamente uma embarcação com estas caracteristicas indica que tal só teria acontecido uma vez vulgarizada a caravela redonda ou de armada (Séc. XVI) e daí que por este termo se tivesse passado a designar uma embarcação que podria ser semelhante à caravela quatrocentista, embora de construção mais tosca e agora recuperada com outras funções, no quadro naval dos Séc. XVI e XVII.